# Розсошанка
Розсоша́нка (до 1945 року — Саватка; крим. Savatka) — село в Україні, у Бахчисарайському районі Автономної Республіки Крим. Населення становить 122 осіб.

## Опис
Окрім сільського магазину, у Россошанці немає інфраструктурних об'єктів. Школа, дитячий садок, лікарня знаходяться у найбільшому селі долини — Передовому, а найближчий сільський клуб — у селі Новобобрівське, до якого півтори кілометри.
Через чудові види та сприятливу екологію Россошанку останнім часом забудовують особняками заможні громадяни.
Неподалік села знаходиться Чорноріченське водосховище. Водойма є основним джерелом водопостачання Севастополя. Його обсяг складає 64 млн кубометрів. З 2014 року водосховище стрімко меліє.
7 вересня 2023 року село перейшло зі складу міста зі спеціальним статусом Севастополь до Бахчисарайського району Автономної Республіки Крим.
У 2023 році у проєкті Постанови Верховної Ради України «Про перейменування деяких населених пунктів Автономної Республіки Крим» село запропоновано перейменувати на Саватка.